# Athni
Athni là một thị xã của huyện Belgaum thuộc bang Karnataka, Ấn Độ.

## Địa lý
Athni có vị trí 16°44′B 75°04′Đ / 16,73°B 75,07°Đ Nó có độ cao trung bình là 554 mét (1817 foot).

## Nhân khẩu
Theo điều tra dân số năm 2001 của Ấn Độ, Athni có dân số 39.200 người. Phái nam chiếm 51% tổng số dân và phái nữ chiếm 49%. Athni có tỷ lệ 67% biết đọc biết viết, cao hơn tỷ lệ trung bình toàn quốc là 59,5%: tỷ lệ cho phái nam là 75%, và tỷ lệ cho phái nữ là 59%. Tại Athni, 14% dân số nhỏ hơn 6 tuổi.